# Кастел Барония
Кастѐл Баро̀ния (на италиански: Castel Baronia) е село и община в Южна Италия, провинция Авелино, регион Кампания. Разположено е на 639 m надморска височина. Населението на общината е 1172 души (към 2010 г.).